# Giulio Arienta
Giulio Arienta (Varallo, 1826 – 1900) è stato un pittore italiano dell'Ottocento.

## Biografia
Arienta frequentò a Varallo la scuola di disegno del maestro Giacomo Geniani, studiò poi all'Accademia Albertina di Torino con Carlo Arienti. In seguito soggiornò a Roma e Firenze, per poi viaggiare in Francia, Spagna e Argentina, dove risiedette tra il 1874 e il 1876. Rientrato a Varallo, vi soggiornò sino alla morte, nel 1900.

## Attività
Il profondo legame con la sua terra si esprime nei circa 50 acquerelli di paesaggi e monumenti, oggi conservati nella Pinacoteca di Varallo. Da segnalare il quadro giovanile Rimorso di Caino e un Autoritratto.
Nel 1876 costituì la "Società per la Conservazione delle opere d'arte e dei monumenti in Valsesia" e successivamente si occupò della Pinacoteca locale, dove sono conservati molti suoi bozzetti e lavori.